# Тобі Амусан
Олуватобілоба Амусан (англ. Oluwatobiloba Amusan; нар. 23 квітня 1997) — нігерійська легкоатлетка, яка спеціалізується у спринті та бігу з бар'єрами.

## Спортивні досягнення
Фіналістка (4-е місце) олімпійських змагань з бігу на 100 метрів з бар'єрами (2021). Учасниця олімпійських змагань з бігу на 100 метрів з бар'єрами на Іграх-2016, де не пройшла далі півфінальної стадії.
Чемпіонка світу з бігу на 100 метрів з бар'єрами (2022). Фіналістка (4-е місце) змагань з бігу на 100 метрів з бар'єрами на чемпіонаті світу (2019).
Дворазова чемпіонка Ігор Співдружності у бігу на 100 метрів з бар'єрами (2018, 2022).
Чемпіонка (2018) та бронзова призерка (2022) Ігор Співдружності в естафетному бігу 4×100 метрів.
Дворазова чемпіонка Африки у бігу на 100 метрів з бар'єрами (2018, 2022). Дворазова чемпіонка Африки в естафетному бігу 4×100 метрів (2018, 2022).
Дворазова чемпіонка Африканських ігор у бігу на 100 метрів з бар'єрами (2015, 2019).
Рекордсменка світу з у бігу на 100 метрів з бар'єрами (12,12; 2022).
Рекордсменка Африки в естафетному бігу 4×100 метрів (42,10; 2022).

## Кар'єра
| Рік                 | Змагання                       | Місце проведення             | Місце               | Дисципліна             | Результат           | Примітки            |
| Представник Нігерія | Представник Нігерія            | Представник Нігерія          | Представник Нігерія | Представник Нігерія    | Представник Нігерія | Представник Нігерія |
| ------------------- | ------------------------------ | ---------------------------- | ------------------- | ---------------------- | ------------------- | ------------------- |
| 2013                | Чемпіонат Африки серед юнаків  | Варрі, Нігерія               | 2                   | 100 метрів з бар'єрами | 24.45               |                     |
| 2013                | Чемпіонат Африки серед юнаків  | Варрі, Нігерія               | 3                   | стрибки у довжину      | 5.52 м              |                     |
| 2014                | Чемпіонат світу серед юніорів  | Юджин, США                   | —                   | 100 метрів з бар'єрами | DNS                 |                     |
| 2014                | Африканські ігри серед юнаків  | Габороне, Ботсвана           | 2                   | 100 метрів з бар'єрами | 13.92               |                     |
| 2015                | Чемпіонат Африки серед юніорів | Аддис-Абеба, Ефіопія         | 1                   | 100 метрів з бар'єрами | 14.26               |                     |
| 2015                | Африканські ігри               | Браззавіль, Республіка Конго | 1                   | 100 метрів з бар'єрами | 13.15               |                     |
| 2016                | Чемпіонат світу серед юніорів  | Бидгощ, Польща               | 5                   | 100 метрів з бар'єрами | 12.95               |                     |
| 2016                | Олімпійські ігри               | Ріо-де-Жанейро, Бразилія     | 11 (пф.)            | 100 метрів з бар'єрами | 12.91               |                     |
| 2017                | Чемпіонат світу                | Лондон, Велика Британія      | 14 (пф.)            | 100 метрів з бар'єрами | 13.04               |                     |
| 2018                | Чемпіонат світу в приміщенні   | Бірмінгем, Велика Британія   | 7                   | 60 метрів з бар'єрами  | 8.05                |                     |
| 2018                | Ігри Співдружності             | Голд-Кост, Австралія         | 1                   | 100 метрів з бар'єрами | 12.68               |                     |
| 2018                | Ігри Співдружності             | Голд-Кост, Австралія         | 3                   | естафета 4×100 метрів  | 42.75               |                     |
| 2018                | Чемпіонат Африки               | Асаба, Нігерія               | 1                   | 100 метрів з бар'єрами | 12.86               |                     |
| 2018                | Чемпіонат Африки               | Асаба, Нігерія               | 1                   | естафета 4×100 метрів  | 44.45               |                     |
| 2018                | Континентальний кубок ІААФ     | Острава, Чехія               | 5                   | 100 метрів з бар'єрами | 12.96               |                     |
| 2018                | Континентальний кубок ІААФ     | Острава, Чехія               | —                   | естафета 4×100 метрів  | DSQ                 |                     |
| 2019                | Африканські ігри               | Рабат, Марокко               | 1                   | 100 метрів з бар'єрами | 12.68               |                     |
| 2019                | Чемпіонат світу                | Доха, Катар                  | 4                   | 100 метрів з бар'єрами | 12.49               |                     |
| 2021                | Олімпійські ігри               | Токіо, Японія                | 4                   | 100 метрів з бар'єрами | 12.60               |                     |
| 2021                | Олімпійські ігри               | Токіо, Японія                | 12 (з.)             | естафета 4×100 метрів  | 43.25               |                     |
| 2022                | Чемпіонат Африки               | Сен-П'єр, Маврикій           | 1                   | 100 метрів з бар'єрами | 12.57               |                     |
| 2022                | Чемпіонат Африки               | Сен-П'єр, Маврикій           | 1                   | естафета 4×100 метрів  | 44.45               |                     |
| 2022                | Чемпіонат світу                | Юджин, США                   | 1                   | 100 метрів з бар'єрами | 12.06               |                     |